# Demòcrates de Tènedos
Demòcrates de Tenedos (en llatí Democrates, en grec antic Δημοκράτης "Demokrátes") fou un distingit esportista grec de l'illa de Tenedos, del que hi havia una estàtua a Olímpia segons esmenta Pausànies per commemorar la seva victòria en lluita, i diu que l'estàtua la va fer l'escultor Dionisicles. Claudi Elià fa menció d'una anècdota referida a un lluitador de nom Demòcrates, que probablement era la mateixa persona (Ποικίλη ἱστορία Varia historia, IV.15).